# Zechin
Zechin é um município da Alemanha, situado no distrito de Märkisch-Oderland, no estado de Brandemburgo. Tem 27,73 km² de área, e sua população em 2019 foi estimada em 655 habitantes.